# Jiří Menzel
Jiří Menzel (Praag, 23 februari 1938 – 5 september 2020) was een Tsjechisch regisseur en acteur.
Menzel werd geboren als de zoon van kinderauteur Josef Menzel. Tijdens zijn opleiding aan de filmschool FAMU draaide hij zijn eerste korte films Domy z panelů (1960) en Umřel nám pan Foerster (1962). Vervolgens werkte hij tot 1965 voor het bioscoopjournaal. In 1967 trok hij met de theatergroep La Madragola op tournee door Tsjecho-Slowakije en andere Oost-Europese landen. Menzel werkte voor theaters in Stockholm, Bazel en Bochum.
Zijn debuut als filmacteur maakte hij in 1962 in de film Strop van Věra Chytilová. Sindsdien is hij werkzaam als acteur en regisseur in bioscoop- en televisieproducties. Met zijn komedie Ostře sledované vlaky (1966) verwierf hij internationale bekendheid. De film won de Oscar voor beste buitenlandse film. Zijn film Vesničko má, středisková werd eveneens genomineerd voor een Oscar.
Hij verfilmde dikwijls romans van zijn landgenoot Bohumil Hrabal. Zijn verfilming van de roman Skřivánci na niti (1969) werd na het einde van de Praagse Lente door de autoriteiten verboden. De film werd pas in 1990 vertoond op het Filmfestival van Berlijn en won er de Gouden Beer. In 1970 kreeg Menzel een beroepsverbod opgelegd. Hij legde zich vervolgens toe op het theater.
Met de film Postřižiny (1980) had hij succes bij het publiek. Hij speelde in de jaren 70 en 80 ook mee in verschillende Hongaarse en Duitse films. In 2006 verfilmde hij de roman Obsluhoval jsem anglického krále van Hrabal.

## Filmografie (selectie)
- 1963: Umřel nám pan Foerster
- 1965: Perličky na dně
- 1965: Zločin v dívčí škole
- 1966: Ostře sledované vlaky
- 1968: Zločin v šantánu
- 1968: Rozmarné léto
- 1969: Skřivánci na niti
- 1974: Kdo hledá zlaté dno
- 1976: Na samotě u lesa
- 1978: Báječní muži s klikou
- 1980: Postřižiny
- 1983: Slavnosti sněženek
- 1985: Vesničko má středisková
- 1989: Konec starých časů
- 1994: Život a neobyčejná dobrodružství vojáka Ivana Čonkina
- 2006: Obsluhoval jsem anglického krále